# Nicht erwerbsfähiger Leistungsberechtigter
Der Begriff Nicht erwerbsfähiger Leistungsberechtigter ist ein Fachbegriff, der in Deutschland im Kontext des Zweiten Buchs Sozialgesetzbuch (SGB II) verwendet wird. Er bezieht sich auf eine Person, die mit (einem) erwerbsfähigen Leistungsberechtigten eine Bedarfsgemeinschaft bildet und seit dem 1. Januar 2023 nach dem Bürgergeld-Gesetz vor allem auf dieser Grundlage berechtigt ist, in die Grundsicherung für Arbeitsuchende eines / des erwerbsfähigen Leistungsberechtigten einbezogen zu werden. Denn „Nicht erwerbsfähige Leistungsberechtigte“ haben keinen originären Leistungsanspruch nach dem SGB II. Durch die 2023 in Kraft getretene neue Regelung fällt die bis zum 31. Dezember 2022 getroffene Unterscheidung zwischen Sozialgeld und Sozialhilfe für die Betroffenen weg.

## Teilmengen der nach § 7 SGB II Leistungsberechtigten
Bereits vor der Einführung des Bürgergeldes im Jahr 2023 war der Kreis der „Personen, die Leistungen aus der Grundsicherung für Arbeitsuchende beziehen, […] eine sehr heterogene Gruppe. Obwohl auch als Arbeitslosengeld II bezeichnet, [wurden] Leistungen aus der Grundsicherung nicht nur an Arbeitslose, sondern auch weitere erwerbsfähige und nicht erwerbsfähige Personen ausgezahlt. Entsprechend der früheren Sozialhilfe [sicherten] sie das Existenzminimum aller Personen beziehungsweise Bedarfsgemeinschaften, die ihren Lebensunterhalt nicht aus eigener Kraft bestreiten können.“

### Erwerbsfähige Regelleistungsberechtigte
Der Großteil derjenigen Personen im erwerbsfähigen Alter, die in Bedarfsgemeinschaften neben dem erwerbsfähigen Haushaltsvorstand und den Kindern im Haushalt nach § 7 Abs. 1 SGB II leistungsberechtigt sind, ist erwerbsfähig und fällt deshalb nicht unter den Lemma-Begriff.
Als erwerbsfähig definiert das SGB II Menschen zwischen 15 Jahren und der Regelaltersgrenze, die in der Lage sind, täglich mindestens 3
Stunden zu arbeiten. Erwerbsfähig sind danach neben den Erwerbstätigen und den Arbeitslosen auch jene Personen, die wegen einer besonderen sozialen Situation, insbesondere wegen der Pflege und Betreuung von Kleinkindern, dem Arbeitsmarkt zwischenzeitlich nicht zur Verfügung stehen. Sie sind erwerbsfähig, aber ihnen wird Erwerbstätigkeit für einen begrenzten Zeitraum nicht zugemutet. Das betrifft vor allem Alleinerziehende. Auch Erwerbstätige konnten 2021 aufstockend Arbeitslosengeld II beziehen, wenn das Einkommen der Bedarfsgemeinschaft unterhalb des im SGB II definierten Existenzminimums lag. Diese Regelung wurde vom beschriebenen Sachverhalt her beibehalten; allerdings geht es seit 2023 um den Bezug von Bürgergeld.

### Nicht erwerbsfähige Regelleistungsberechtigte
Im Jahr 2021 gab es in Deutschland 5.253.000 nach dem SGB II Regelleistungsberechtigte. 3.792.000 Menschen davon waren erwerbsfähig, 1.461.000 nicht erwerbsfähig. Im Jahr 2006 hatte die Zahl der Regelleistungsberechtigten noch 7.199.000 betragen. Die Gruppe der „nicht erwerbsfähigen Leistungsberechtigten“ besteht laut der Bundesagentur für Arbeit ganz überwiegend aus Kindern unter 15 Jahren.

#### Nicht erwerbsfähige Personen unter 15 Jahren
Im Dezember 2022 gab es in Deutschland 1.660.657 Kinder unter 15 Jahren in SGB II-Bedarfsgemeinschaften.
Die NEF-Quote gibt den Anteil der nicht erwerbsfähigen Leistungsberechtigten unter 15 Jahren an der Bevölkerung unter 15 Jahren an. Diese Altersgrenze orientiert sich an der Definition des Begriffs „Kind“ in § 2 des deutschen Jugendarbeitsschutzgesetzes und dem weitgehenden Verbot der Kinderarbeit. Die NEF-Quoten in Deutschland betrugen im Dezember 2021 in beiden Geschlechtern bei den 0 bis 15 Jahre alten Personen in jedem Jahrgang zwischen ungefähr 10 und 15 %.
Diese Regelung wurde vor allem deshalb getroffen, weil in Deutschland der weitaus größte Teil der Leistungsberechtigten im Sinn des Lemmas aus 0 bis 14 Jahre alten Personen besteht.

#### Nicht erwerbsfähige Personen im erwerbsfähigen Alter
Laut § 19 Abs. 1 SGB II haben nicht erwerbsfähige Menschen im erwerbsfähigen Alter in Bedarfsgemeinschaften nach dem SGB II Anspruch auf die Zahlung von „Bürgergeld, soweit sie keinen Anspruch auf Leistungen nach dem Vierten Kapitel des Zwölften Buches haben.“ Dabei handelt es sich in aller Regel um die Finanzierung von Mehrbedarfen gemäß § 23 Abs. 1. Satz 4 SGB II. Diese Regelungen betreffen vor allem Menschen mit chronischen bzw. lang anhaltenden Erkrankungen sowie schwerbehinderte Menschen. Durch diese Aufstockung wird der Umstand berücksichtigt, dass die betreffenden Menschen in Bedarfsgemeinschaften leben.

## Geplante Neuregelung der Leistungen für Kinder
Ein eigener Anspruch für Kinder und Jugendliche innerhalb von Bedarfsgemeinschaften in Form einer Kindergrundsicherung ist in der Diskussion.